# Kecskeméthy István
Kecskeméthy István (Paks, 1864. január 31. – Kolozsvár, 1938. május 10.) orientalista, műfordító, szerkesztő, közíró.

## Életútja
A középiskolát Nagykőrösön, a református teológiát Budapesten végezte (1888), a budapesti egyetemen Énekek éneke c. értekezésével keleti és összehasonlító nyelvészetből doktorált (1890). A héber és arab nyelv, valamint az ószövetségi tudományok professzora a Kolozsvári Protestáns Teológiai Intézetben (1895–1935). Az EME és a Károli Gáspár Irodalmi Társaság rendes tagja.

## Munkássága
Újításra törekvő szelleme egyaránt érvényesült tudományos munkásságában és politikai szereplésében. A Biblia több könyvéhez mintaszerű magyarázatot állított össze (I–VII. Kolozsvár, 1905–15), de az ószövetségi történeteket általában mítoszok és mondák "maradékának" tartotta. Élete fő műve a Biblia általa rekonstruált szövegének fordítása lett volna (az Új Testamentum 1931-ben meg is jelent), de 1935-ben agyvérzést kapott, s munkája abbamaradt. Cikkeit és tanulmányait egyházi lapok közölték; a maga szerkesztette Kis Tükör c. "képes családi hetilap"-ban (II. folyam 1926–33) szélesebb néprétegekhez kívánt szólni; lapjának sok számát egyedül írta.

## Politikai szerepe
A politikai életben demokratikus szándékok vezették. függetlenségi párti képviselő volt (1906–10), az első világháború után Kós Károllyal együtt a Magyar Néppárt egyik szervezője és elnöke (1922), majd az OMP reformcsoportjának egyik szószólója. A közélet demokratizálását és a román demokratikus erőkkel való szövetkezést igénylőkkel együtt 1927-ben kivált az OMP kötelékéből, s az újraalakuló Magyar Néppárt ismét elnökké választotta; közvetlen munkatársa Kós Károly és Tabéry Géza.

## Kötetei (válogatás)
- Jézus útja : tíz egyszerű gyakorlati bibliamagyarázat a művelt közönség számára. (Kolozsvár, 1898)
- Kezdetben : egy könyv a Könyvek Könyvéről : gyakorlati magyarázatok (Kolozsvár, 1905);
- Biblia Ószövetség Zsoltárok magyar A zsoltárok első könyve / héberből ford. Kecskeméthy István (Zilah, 1910)
- Kommentár Ámós próféta könyvéhez. (Kolozsvár, 1912)
- Magyarázatos Biblia : Újszövetségi rész / szerző Kecskeméthy István, szerkesztő Kiss Ferenc (Debrecen, 1916)
- A Márk szerint való szent evangélium őseredeti alakjába visszaállítva (Kolozsvár, 1927);
- A Deuteronomium bevezetése (Kolozsvár, 1930);
- Kommentár a tizenkét prófétához, VIII. Mal'aki próféta könyve (Kolozsvár, 1929);
- IX. Habakuk próféta könyve (Szilágysomlyó, 1930);
- X. Jóna próféta könyve (Kolozsvár, 1930);
- XI–XII. Obadja, Joél próféták könyvei (Szilágysomlyó, 1931);
- Az Apostolok cselekedetei / átdolg. Kecskeméthy István (posztumusz kiadás, Budapest, 1940).